# The Blacktop Cadence
The Blacktop Cadence fue una banda estadounidense emo/indie formada en 1996, en Florida, Estados Unidos. 

## Sonido
El sonido de la banda ha sido típicamente descrita como "el tiempo después de Hot Water Music" presentando estilos vocales emotivos más reservados, predominando en muchas partes de la guitarra rítmica, una línea de bajo melódico y una batería intrincada.

## Inicios
En 1997, la banda graba su único álbum llamado "Chemistry For Changing Times" en el difunto sello discográfico "Keystone-Ember Records". En 2003, este álbum fue relanzado por No Idea Records en CD y en Vinil. "Blacktop Cadence" también había contribuido con una canción en "The Emo Diaries #2" llamada "Cold Night In Virginia", lanzada en 1998 por el sello discográfico Deep Elm Records. Después de esto, la banda se separa en alguna fecha de 1998. Chris y George continúan tocando en Hot Water Music; Jack reapareció unos pocos años más tarde en "Army of Ponch" y Heather se fue a San Diego a continuar su carrera como profesora.

## Discografía
- "Chemistry For Changing Times" CD ("Keystone-Ember Records", 1997)
- "Chemistry For Changing Times" CD/Vinil ("No Idea Records", 2003
- "The Emo Diaries, Chapter 2 - A Million Miles Away" track "Cold Night In Virginia" CD ("Deep Elm Records", 1998)

## Miembros
- Chris James Wollard (Guitarrista/Vocalista)
- George A. Rebelo (Baterista)
- Jack Duane Bailey (Guitarrista/Vocalista de Apoyo)
- Heather Ann Parker (Bajista)